# 高井田駅 (大阪府柏原市)
高井田駅（たかいだえき）は、大阪府柏原市大字高井田にある、西日本旅客鉄道（JR西日本）関西本線の駅である。駅番号はJR-Q28。「大和路線」の愛称区間に含まれている。

## 歴史
- 1985年（昭和60年）8月29日：日本国有鉄道の駅（旅客駅）として、関西本線の河内堅上駅 - 柏原駅間に新設開業[1]。駅周辺の開発業者が全額負担して建設された[1]。
- 1987年（昭和62年）4月1日：国鉄分割民営化により、西日本旅客鉄道（JR西日本）の駅となる[2]。
- 1988年（昭和63年）3月13日：路線愛称の制定により、「大和路線」の愛称を使用開始。
- 1998年（平成10年）7月21日：自動改札機を設置し、供用開始[3]。
- 2003年（平成15年）11月1日：ICカード「ICOCA」の利用が可能となる[4]。
- 2009年（平成21年）10月4日：大阪環状・大和路線運行管理システム導入。
- 2011年（平成23年）3月26日：バリアフリー化工事が完成し、エレベーターの使用を開始[5]。
- 2014年（平成26年）
  - 2月20日：この日をもってみどりの窓口が廃止。
  - 2月21日：みどりの券売機プラス営業開始。
- 2018年（平成30年）3月17日：駅ナンバリングが導入され、使用を開始。
- 2022年（令和4年）8月29日：みどりの券売機プラス撤去[6][7]。

## 駅構造
相対式ホーム2面2線を有する地上駅で、橋上駅舎を持つ。ホーム有効長は6両編成分（130m）。分岐器や絶対信号機を持たないため、停留所に分類される。
八尾駅が管理し、JR西日本交通サービスが駅業務を受託する業務委託駅である。ICカード乗車券「ICOCA」が利用することができる（相互利用可能ICカードはICOCAの項を参照）。

### のりば
| のりば | 路線     | 方向 | 行先                      |
| ------ | -------- | ---- | ------------------------- |
| 1      | 大和路線 | 上り | 王寺・奈良方面 / 高田方面 |
| 2      | 大和路線 | 下り | 天王寺・JR難波・大阪方面  |

- 上表の路線名は旅客案内上の名称（愛称）で表記している。

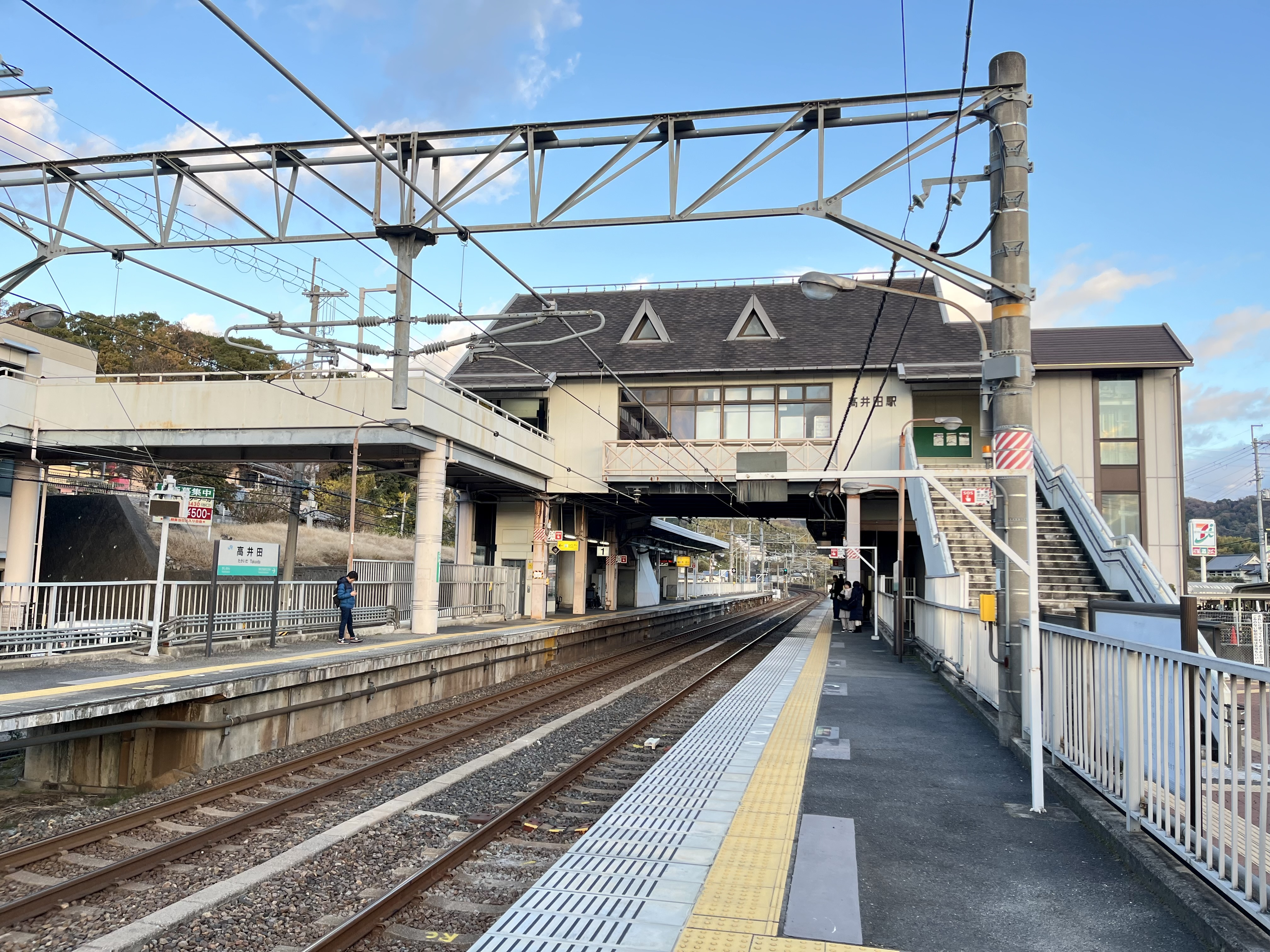
ホーム（2024年12月）
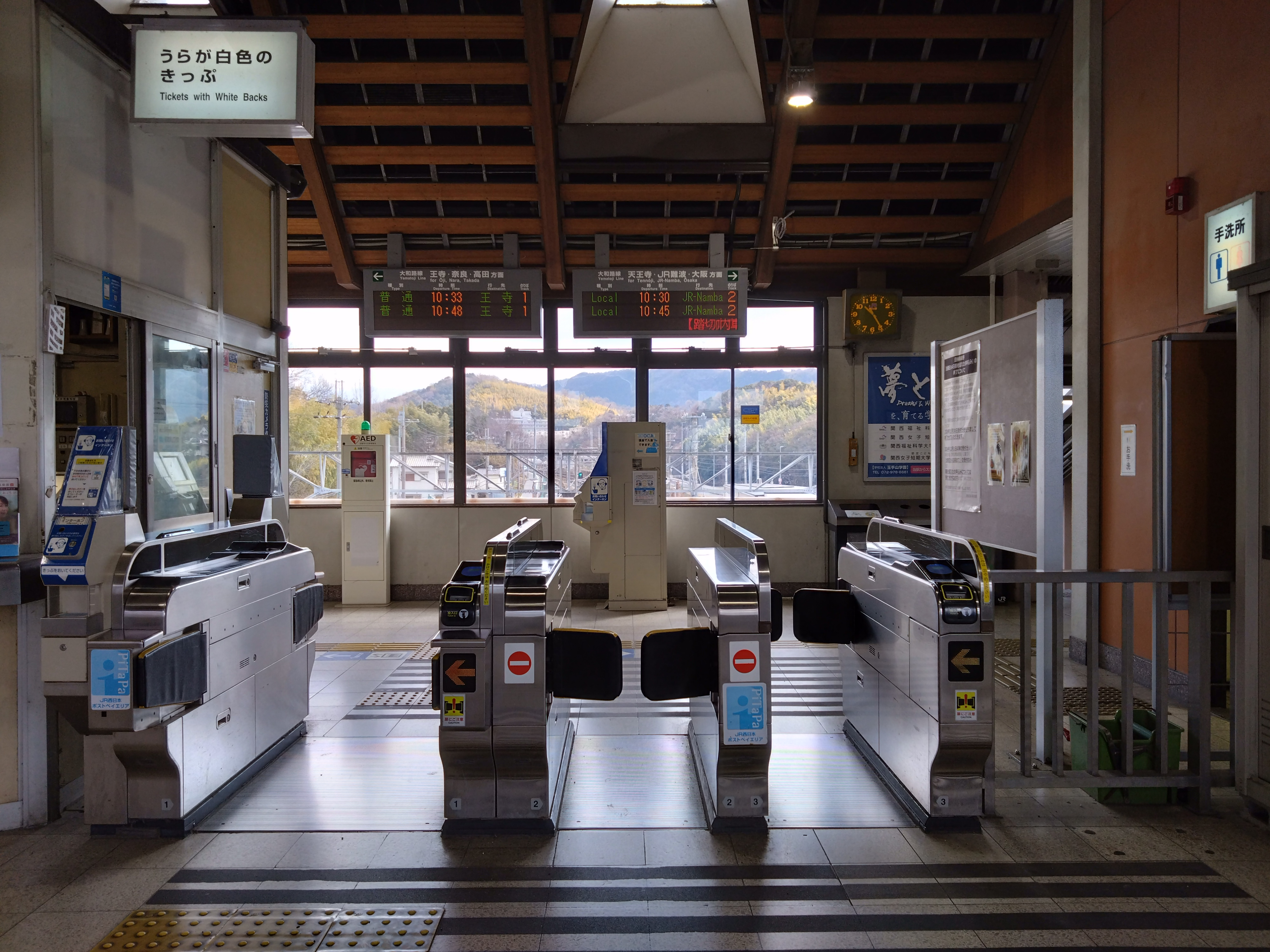
改札（2025年2月）

## 利用状況
2023年（令和5年）度の一日平均乗車人員は3,551人である。
各年度の1日の平均乗車人員は以下の通りである。
| 年度               | 1日平均 乗車人員 | 出典          |
| ------------------ | ---------------- | ------------- |
| 1988年（昭和63年） | 2,206            | [ 大阪府 1 ]  |
| 1989年（平成元年） | 2,444            | [ 大阪府 1 ]  |
| 1990年（平成02年） | 2,616            | [ 大阪府 2 ]  |
| 1991年（平成03年） | 2,760            | [ 大阪府 3 ]  |
| 1992年（平成04年） | 2,988            | [ 大阪府 4 ]  |
| 1993年（平成05年） | 3,203            | [ 大阪府 5 ]  |
| 1994年（平成06年） | 3,307            | [ 大阪府 6 ]  |
| 1995年（平成07年） | 3,363            | [ 大阪府 7 ]  |
| 1996年（平成08年） | 3,502            | [ 大阪府 8 ]  |
| 1997年（平成09年） | 3,528            | [ 大阪府 9 ]  |
| 1998年（平成10年） | 3,660            | [ 大阪府 10 ] |
| 1999年（平成11年） | 3,806            | [ 大阪府 11 ] |
| 2000年（平成12年） | 4,055            | [ 大阪府 12 ] |
| 2001年（平成13年） | 4,209            | [ 大阪府 13 ] |
| 2002年（平成14年） | 4,360            | [ 大阪府 14 ] |
| 2003年（平成15年） | 4,482            | [ 大阪府 15 ] |
| 2004年（平成16年） | 4,496            | [ 大阪府 16 ] |
| 2005年（平成17年） | 4,542            | [ 大阪府 17 ] |
| 2006年（平成18年） | 4,486            | [ 大阪府 18 ] |
| 2007年（平成19年） | 4,405            | [ 大阪府 19 ] |
| 2008年（平成20年） | 4,394            | [ 大阪府 20 ] |
| 2009年（平成21年） | 4,277            | [ 大阪府 21 ] |
| 2010年（平成22年） | 4,472            | [ 大阪府 22 ] |
| 2011年（平成23年） | 4,639            | [ 大阪府 23 ] |
| 2012年（平成24年） | 4,586            | [ 大阪府 24 ] |
| 2013年（平成25年） | 4,669            | [ 大阪府 25 ] |
| 2014年（平成26年） | 4,645            | [ 大阪府 26 ] |
| 2015年（平成27年） | 4,686            | [ 大阪府 27 ] |
| 2016年（平成28年） | 4,656            | [ 大阪府 28 ] |
| 2017年（平成29年） | 4,589            | [ 大阪府 29 ] |
| 2018年（平成30年） | 4,442            | [ 大阪府 30 ] |
| 2019年（令和元年） | 4,286            | [ 大阪府 31 ] |
| 2020年（令和02年） | 3,429            | [ 大阪府 32 ] |
| 2021年（令和03年） | 3,316            | [ 大阪府 33 ] |
| 2022年（令和04年） | 3,450            | [ 大阪府 34 ] |
| 2023年（令和05年） | 3,551            | [ 大阪府 35 ] |

## 駅周辺

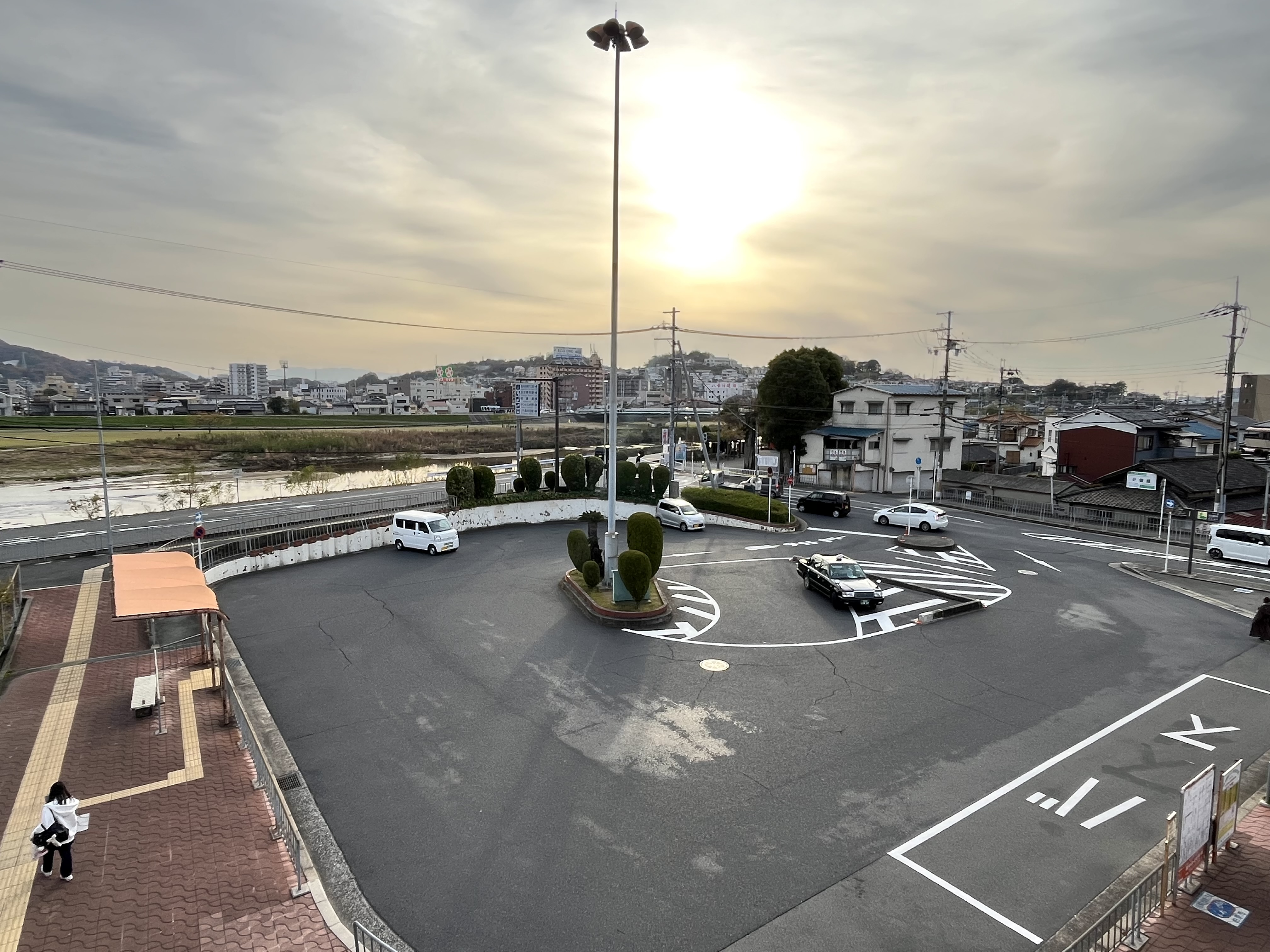
南口駅前広場（2024年12月）

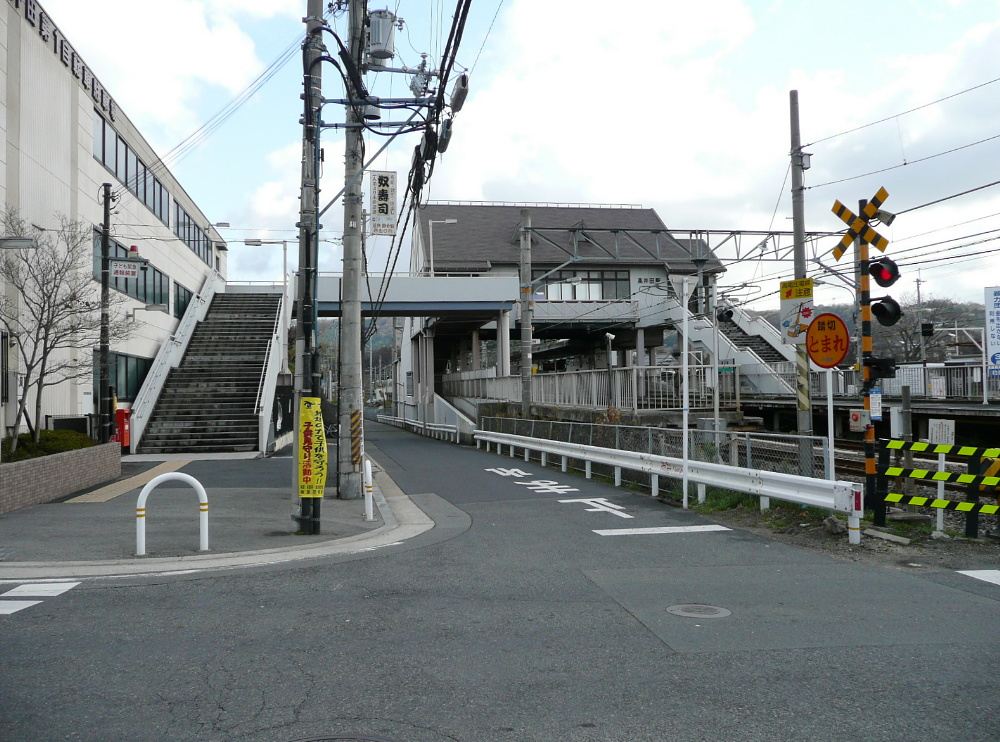
北口（2007年12月）

南側
- 白坂神社
- 大和川
- 国豊橋
- 近鉄大阪線 河内国分駅

北側
- 柏原市立堅下南小学校高井田分校
- 史跡高井田横穴公園・歴史資料館
- サンヒル柏原

東側
- 大阪府立修徳学院
- 大阪府立柏原東高等学校

西側
- 高井田公園
- 天湯川田神社

## その他
- 大阪府内には、地下鉄中央線にも同名の高井田駅がある。この駅は、JR城東貨物線がおおさか東線として旅客化された際に同線との乗換駅となり、当初はおおさか東線の新駅の仮称も「高井田駅」とされていた。結局おおさか東線の駅は「高井田中央駅」となったが、その理由の一つとして「大和路線高井田駅と区別する必要がある」ことが挙げられている[9]。なお、大和路線とおおさか東線を走る直通快速は、当駅は通過し高井田中央駅には停車する。
- 高井田駅の改札外には、南口駅前広場に当駅開業時より公衆トイレが設置されている。当公衆トイレの老朽化及び治安・管理面の事情から、2016年に一旦閉鎖されたが、改修工事により便器の洋式化と下水道接続が行われて2018年4月に再び利用可能となった。
- 柏原市の無料循環バス（きらめき号）が平日に運行されており、当駅前に乗り入れる。2006年（平成18年）7月からは近鉄バス堅上線の運行を代替し、青谷や雁多尾畑（かりんどおばた）集落へ乗り入れるようになった。

## 隣の駅
西日本旅客鉄道（JR西日本）
 大和路線（関西本線）
■大和路快速・■直通快速・■快速・■区間快速
通過
■普通
河内堅上駅 (JR-Q29) - 高井田駅 (JR-Q28) - 柏原駅 (JR-Q27)

### 本文中の出典
1. 1 2 3 4 5 6 7  “関西本線に高井田駅が開業”. 交通新聞 (交通協力会):  p. 1. (1985年8月31日)
2. ↑  石野哲 編『停車場変遷大事典 国鉄・JR編 II』（初版）JTB、1998年10月1日、342頁。ISBN 978-4-533-02980-6。
3. ↑  「JR年表」『JR気動車客車編成表 '99年版』ジェー・アール・アール、1999年7月1日、185頁。ISBN 4-88283-120-1。
4. ↑  「ICOCA」いよいよデビュー! 〜 平成15年11月1日（土）よりサービス開始いたします 〜（インターネット・アーカイブ） - 西日本旅客鉄道プレスリリース 2003年8月30日
5. ↑  “JR高井田駅のエレベーターが完成！”. 広報かしわら (柏原市役所広報広聴課) (698):  p. 6. (2011年5月1日).  オリジナルの2023年7月31日時点におけるアーカイブ。 2023年7月31日閲覧。 {{cite news}}: |archive-date=と|archive-url=の日付が異なります。（もしかして：2021年11月30日） (説明)⚠
6. ↑  “高井田駅 | 駅情報：JRおでかけネット”.   西日本旅客鉄道. 2022年8月29日時点のオリジナルよりアーカイブ。2022年8月29日閲覧。
7. ↑  “高井田駅 | 駅情報：JRおでかけネット”.   西日本旅客鉄道. 2022年8月29日時点のオリジナルよりアーカイブ。2022年8月29日閲覧。
8. 1 2  “高井田駅｜時刻表：JRおでかけネット”. JRおでかけネット.   西日本旅客鉄道. 2022年9月28日閲覧。
9. ↑  大阪外環状線（仮称）の路線名・駅名などについて（インターネットアーカイブ） - 西日本旅客鉄道プレスリリース 2007年8月23日

### 利用状況の出典
1. ↑  大阪府統計年鑑 - 大阪府
2. ↑  柏原市統計書 - 柏原市

#### 大阪府統計年鑑
1. 1 2  大阪府統計年鑑（平成2年） (PDF)
2. ↑  大阪府統計年鑑（平成3年） (PDF)
3. ↑  大阪府統計年鑑（平成4年） (PDF)
4. ↑  大阪府統計年鑑（平成5年） (PDF)
5. ↑  大阪府統計年鑑（平成6年） (PDF)
6. ↑  大阪府統計年鑑（平成7年） (PDF)
7. ↑  大阪府統計年鑑（平成8年） (PDF)
8. ↑  大阪府統計年鑑（平成9年） (PDF)
9. ↑  大阪府統計年鑑（平成10年） (PDF)
10. ↑  大阪府統計年鑑（平成11年） (PDF)
11. ↑  大阪府統計年鑑（平成12年） (PDF)
12. ↑  大阪府統計年鑑（平成13年） (PDF)
13. ↑  大阪府統計年鑑（平成14年） (PDF)
14. ↑  大阪府統計年鑑（平成15年） (PDF)
15. ↑  大阪府統計年鑑（平成16年） (PDF)
16. ↑  大阪府統計年鑑（平成17年） (PDF)
17. ↑  大阪府統計年鑑（平成18年） (PDF)
18. ↑  大阪府統計年鑑（平成19年） (PDF)
19. ↑  大阪府統計年鑑（平成20年） (PDF)
20. ↑  大阪府統計年鑑（平成21年） (PDF)
21. ↑  大阪府統計年鑑（平成22年） (PDF)
22. ↑  大阪府統計年鑑（平成23年） (PDF)
23. ↑  大阪府統計年鑑（平成24年） (PDF)
24. ↑  大阪府統計年鑑（平成25年） (PDF)
25. ↑  大阪府統計年鑑（平成26年） (PDF)
26. ↑  大阪府統計年鑑（平成27年） (PDF)
27. ↑  大阪府統計年鑑（平成28年） (PDF)
28. ↑  大阪府統計年鑑（平成29年） (PDF)
29. ↑  大阪府統計年鑑（平成30年） (PDF)
30. ↑  大阪府統計年鑑（令和元年） (PDF)
31. ↑  大阪府統計年鑑（令和2年） (PDF)
32. ↑  大阪府統計年鑑（令和3年） (PDF)
33. ↑  大阪府統計年鑑（令和4年） (PDF)
34. ↑  大阪府統計年鑑（令和5年） (PDF)
35. ↑  大阪府統計年鑑（令和6年） (PDF)